# Наталя Мирна
Наталя Мирна (справжнє ім'я — Пилип'юк Наталія Ігорівна; нар. Львів) — українська співачка, автор пісень, мисткиня, кліп-мейкер, AI-creator,  викладач вокалу.

## Життєпис
- 1993 року з червоним дипломом закінчила  Львівське музичне училище ім. Людкевича за класом диригування.
- 1998 року з червоним дипломом закінчує  Львівську музичну академію за класом диригування.

### Творча біографія

#### 1990-ті
Участь у дитячому зразковому ансамблі «Щасливе дитинство» під керівництвом заслуженого педагога Лесі Іллівни Салістри.
- 1993 — участь у відбірковому турі Міжнародного конкурсу ім. Івасюка. Отримує запрошення до співпраці від члена журі Андрія Панчишина.
- 1993—1994 роки — солістка театру пісні Андрія Панчишина «Під Великим возом». Співає у музичній радіовиставі «Три хрести».
- 1993 — вихід дебютної авторської пісні «Обніми» на слова Наталії Ємець.
- 1994—1997 — співпраця з продюсером та композитором Олександром Єрченком. За три роки співпраці бере участь у багатьох музичних фестивалях та конкурсах. За час співпраці з Єрченком з'являються композиції «Спішу на вогник», «Паперовий літачок», «Не ховайся».
- 1997 року починає працювати над новим проєктом під псевдонімом НікітА. Першою композицієюстала пісня «Мовчи», написана Сергієм Сметаніним.
- 1998 — перша відеоробота на пісню «Мовчи».
- 1998 — опис творчості Наталі включено до Енциклопедії сучасної України (НАН України).
- 1998 року переїздить до Києва, де працює над дебютним альбомом, для якого кілька пісень пише Андрій Кузьменко.
- 1999 року виходить ще відеоробота «Ялиночка».

### 2000-ні
2000 — участь у Міжнародному фестивалі у Данії.
2001 — контрактна робота в Бахрейні. У репертуарі з'являються пісні арабською мовою.
2002 — рекордингова компанія «Атлантік» видає альбом Наталі, тоді Нікіти, «ХамелЄон».
У 2002—2004 роках працює за контрактом у Катарі, Йорданії та ОАЕ.
2005 — вихід композиції «Ayman» на замовлення арабського мільярдера, власника мережі п'ятизіркових готелів Marriott International в Йорданії Надіма Юзефа Мушера в пам'ять про його загиблого сина.
2006—2009 — співпраця з режисером Орестом Борко та івент-компанією «Сон-це». Створення нового проєкту «Project Belle Diva» за участі співачки та дизайнера Вікторії Білошитської. Проєкт видає композиції: «Я дышу», «Зозуля», «Ода».
2010 — співпраця з проєктом «Фольк-music» на UA:Перший та захоплення обробками народних пісень.
2011 — починає викладацьку діяльність, 2012-го стає керівником київської вокальної студії «Майстер».
2 квітня 2012 — участь у музичному телевізійному марафоні, який був занесений у Книгу рекордів Гіннеса у категорії «найдовший у світі музичний телемарафон національної пісні у прямому ефірі». Марафон тривав 55 годин без перерв (з повною трансляцією в інтернеті — 110 годин). Організатори телемарафону — НТУ, Київський університет культури і мистецтв, телекомпанія «Ера».
2012—2013 — вихід синглів «Це ти», «He touches me» та презентація відеороботи на пісню «He touches me».
У 2013—2016 роках записує два відеокурси з вокалу та презентує у проекті «Фольк-music» обробки народних пісень «Ой не світи, місяченьку», «Птичка невеличка», «Нащо» за участю співака Ярослава Козака.
31 жовтня 2014 року спільно з Львівськими співачками Олесею Киричук, Каріною Плай, Анною Кривутою, Лілею Ваврин, Оленою Корнєєвою, Валерією Поліщук представляють відеороботу за мир в Україні «Бачення з небес». Також в роботі взяли участь скрипаль Олександр Божик, школа естрадного вокалу Анни Кривути «Подих весни», народний театр «Ка-Приз», вокальний ансамбль «Промінці».
2015 року починає співпрацю з телепроєктом «Твої питання» як композитор.

### 2016—2021
У грудні 2016 року починає співпрацю з менеджером та автором текстів пісень Юдженом Ловичем. Перша спільна робота композиція «Шлях» була подана на відбір до пісенного конкурсу Євробачення 2017 року від України.
6 грудня 2016 року розпочинає на YouTube-каналі своєї вокальної школи «Майстер» онлайн відеокурс «Уроки вокалу для початківців українською мовою».
20 лютого 2017 року виходить композиція «Хотілося весни», автором треку є Андрій Скрябін. Пісня отримала друге життя в новому аранжуванні, перша версія композиції була написана 1999 року під назвою «Хотілося зими». Укладає контракт з Moon Records.
У жовтні 2017 співачка бере участь у благодійному арт-показі «Намалюй мені завтра», мета якого — підтримка онкохворих жінок.
6 грудня 2017 року презентує відео на експериментальний трек «Паралелограми», де з'являється в новому образі з використанням стилю стимпанк.
У січні 2018 року подає заявку на Євробачення від Польщі та України з піснею «Higher», пісня піднімає сильну соціальну проблему — насильство в сім'ї. Разом з благодійним фондом «Виключно звичайні» запускають новий соціальний проєкт #БудуСильною, а композицію «Higher» отримує ще одне життя українською мовою з назвою «Сильною буду».
У березні 2018 року випустила альбом у стилі new folk «Місяць уповні», до якого ввійшло 6 народних композицій.
Починає співпрацю з «Ukrainian kids fashion week», де з юними моделями віком від 3 до 14 років було відзнято відео на композицію «Веснянка».
31 травня 2018 року відбулася презентація нової відеороботи співачки на композицію «Сильною буду».
9 липня 2018 року на Громадському радіо представила новий альбом, «Сильною буду» який вийшов в рамках соціального проекту проти насилля у сім'ї.
12 лютого 2019 року опублікувала в Мережі лірик-відео на особливу колискову  "Мама з тобою", в якому беруть участь діти-сироти. Композиція має на меті привернути увагу суспільства до дітей позбавлених батьківського піклування. Англійський варіант пісні "Mama is near" готувався для участі у відборі Пісенний конкурс Євробачення 2019 року від України.  
Влітку 2019 року розпочинає співпрацю з українським діджеєм Belaha. Уже в липні виходить їх перша спільна робота - трек "Промені" Трек відразу потрапляє в гарячу ротацію радіостанції Kiss FM та утримує високі місця в чартах станції протягом двох місяців.
З 2022 року
2022 року через повномасштабну війну, яку розв'язала Росія проти України,  переїжджає з неповнолітньою дочкою до Відня, де продовжує творчу діяльність. 
2023 року отримує грант від Міністерства культури та мистецтв Австрії на власний музичний проєкт "Träume von Engeln". Так з'являється нова обробка української народної пісні "Ой не світи місяченьку" під назвою "Ne Svity", на яку знімається кліп у Гальштаті та Відні, а також 9 грудня 2023 року відбувається презентація кліпу та концерт у Відні. В роботі над проектом бере участь дочка Наталії, юна піаністка Лія Мирна, а також Віктор Андрійченко, унікальний вокаліст контратенор, скрипаль та відеограф, учасник та півфіналіст X-Фактор

## Родина
- Батько — Пилип'юк Ігор Герасимович — інженер, працював в експериментальному інституті ВКЕІ Автобуспром, конструктор і розробник відомих міських маршрутних таксі «Богдан».
- Мати — Пилипенко Надія Василівна — кандидат економічних наук, доцент кафедри економіки Львівського університету фізичної культури.
- Старший брат — Пилип'юк Андрій — архітектор, реставратор, мешкає в Канаді.

## Особисте життя
- 2001 — виходить заміж за піаніста Валерія Мирного, з яким працює за контрактом у східних країнах.

- 2006 — народила доньку Лію.

## Нагороди
- 1994 — Перша премія у жанрі попмузики на Всеукраїнському конкурсі молодих виконавців «Первоцвіт», Чернівці.
- 1995 — отримала Гран-прі Міжнародного фестивалю естрадної пісні імені Клавдії Шульженко (а також приз глядацьких симпатій), Харків.
- 1995 — Друга премія на Міжнародному фестивалі «Романси Славутича», Славутич.
- 1995 — Третя премія на Всеукраїнському телефестивалі «Мелодія», Львів.
- 1995 — Дипломант Міжнародного конкурсу молодих виконавців імені Володимира Івасюка, Чернівці.
- 1996 — Лауреат Міжнародного фестивалю «Пісенний вернісаж», Київ.

## Дискографія

### Студійні альбоми
- 2002 — «ХамелЄон» (під псевдонімом НікітА)
- 2018 — «Місяць уповні»
- 2018 — «Сильною буду»

### Сингли
- 1995 — Спішу на вогник (сл. Ганна Чубач; муз. Олександ Єрченко)
- 1996 — Паперовий літачок (сл. Тереза Угрин; муз. Олександ Єрченко)
- 1996 — Не ховайся (сл. Зоряна Гладка; муз. Наталя Мирна)
- 1997 — Я слухаю (сл. Павло Тичина та Олег Калич; муз. Леся Герасимчук)
- 1998 — Мовчи (сл. Наталя Мирна та Зоряна Гладка; муз. Сергій Сметанін)
- 1999 — Не оглядайся (сл. Наталя Мирна; муз. Сергій Сметанін)
- 2009 — Я дышу «Project Belle Diva» (сл. Вікторія Білошитська; муз. Project Belle Diva)
- 2012 — Це ти (сл. та муз. Анна Кривута)
- 2013 — He touches me (сл. Майкл Брег; муз. Наталя Мирна)
- 2016 — Шлях (сл. Юджен Лович; муз. Наталя Мирна)
- 2016 — Розлуки птах (муз. Наталя Мирна, Альбіна Хлопотова, сл. Людмила Рабинович)
- 2017 — Хотілося весни (сл. та муз. Кузьменко Андрій)
- 2017 — Морозиво (сл. Юджен Лович; муз. Наталя Мирна)
- 2017 — Паралелограми (сл. Юджен Лович; муз. Наталя Мирна)
- 2018 — Higher/ Сильною буду (сл. та муз. Норман Шелест)
- 2019 — Мама з тобою/ Mama is near (сл. та муз. Наталя Мирна/ сл. Норман Шелест; муз. Наталя Мирна)
- 2019 — Промені (сл. Юджен Лович; муз. Наталя Мирна)

## Кліпи
- 1998 рік — «Мовчи»
- 1999 рік — «Ялиночка»
- 2013 рік — «He touches me»
- 2017 рік — «Паралелограми»
- 2018 рік — «Сильною буду»

### Інше відео
- 2018 рік — Веснянка (перфоманс)
- 2018 рік — Раны (Lyric Video)
- 2019 рік — Мама з тобою (Lyric Video)
- 2019 рік — Промені (Lyric Video)[11]
- 2020 рік -- Шлях ( Mood Video)
- 2022 рік -- Меркне цигарки вогонь (Відень, Австрія)
- 2023 рік -- Ой у полі вітер віє (Відень, Австрія)
- 2023 рік -- Ne Svity (Ой не світи місяченьку) (Відень, Австрія)
- 2024 рік -- Ой у полі вітер віє (ШІ-відео)
- 2024 рік -- Мовчи (ШІ-відео)